# Xenohormon
Xenohormonii sau hormonii de mediu sunt compuși produși în afara corpului uman care prezintă proprietăți asemănătoare hormonilor endocrini. Aceștia pot fi fie de origine naturală, cum ar fi fitoestrogenii, care sunt derivați din plante, fie de origine sintetică. Acești compuși pot provoca dereglări endocrine prin multiple mecanisme, inclusiv prin acțiunea directă asupra receptorilor hormonali, prin afectarea nivelurilor hormonilor naturali din organism și prin modificarea expresiei receptorilor hormonali. Cei mai frecvenți xenohormoni sunt xenoestrogenii⁠(d), care imită efectele estrogenului. Alte xenohormoni includ Xenoandrogeni (steroizi anabolico-androgenici) și xenoprogesteroni. Xenohormonii sunt utilizați într-o varietate de scopuri, inclusiv în terapii contraceptive și hormonale și în agricultură. Cu toate acestea, expunerea la anumiți xenohormoni la începutul dezvoltării în copilărie poate duce la o serie de probleme de dezvoltare, inclusiv infertilitate, complicații tiroidiene și apariția precoce a pubertății. Expunerea la altele mai târziu în viață a fost asociată cu riscuri crescute de cancer testicular, de prostată, ovarian și uterin.

## Etimologie
Termenul este derivat din cuvintele grecești ξένος (xenos), care înseamnă „străin”. Prefixul „xeno-” este adăugat deoarece xenohormonii sunt străini organismului, chiar dacă imită hormonii naturali.

## Endocrinologie
Atunci când sunt prezenți în cantități excesive în corpul uman, xenohormonii pot cauza o serie de probleme de sănătate din cauza perturbării sistemului endocrin. Denumirea dată acestor hormoni exogeni (proveniți dintr-o sursă externă) este perturbatori endocrini, datorită tendinței lor de a imita comportamentele hormonilor corporali produși în mod natural. De asemenea, s-a constatat că perturbatorii endocrini afectează nivelurile și comportamentele unui număr de alți hormoni corporali. Din acest motiv, este dificil să se stabilească o relație definitivă între xenohormoni și problemele de sănătate, ceea ce face ca efectele să fie greu de prevăzut.
Xenohormonii reprezintă o problemă deoarece sunt reținuți de organism în țesutul adipos pentru o perioadă foarte lungă de timp. Pe măsură ce suntem expuși din ce în ce mai mult la aceste substanțe chimice, ele se acumulează în organism în cantități din ce în ce mai mari, un proces cunoscut sub numele de bioacumulare. Având în vedere cantitatea de xenohormoni la care suntem expuși în fiecare zi, efectele xenohormonilor asupra sănătății devin din ce în ce mai relevante.
Sistemul endocrin al organismului uman funcționează prin intermediul hormonilor care acționează ca mesageri în organism. La eliberare, hormonii călătoresc prin organism până la receptorii lor și declanșează un răspuns fiziologic. Hormonii funcționează în mod natural la concentrații foarte scăzute în organism. Aceasta înseamnă că și concentrațiile scăzute de xenohormoni din organism pot acționa ca un exces și pot avea un efect profund asupra sistemului endocrin al organismului.
Nivelurile de hormoni prezente în organism la un moment dat sunt strict controlate prin mecanisme de feedback. Atunci când xenohormonii sunt prezenți în organism, aceștia modifică nivelurile de hormoni din organism și, prin urmare, modifică mecanismele de reacție pe care se bazează sistemul endocrin.
Xenohormonii pot interacționa cu sistemul endocrin uman deoarece sunt asemănători din punct de vedere structural cu hormonii naturali. Această similitudine permite xenohormonilor să acționeze asupra receptorilor hormonali, de obicei fie ca agonist, fie ca antagonist. Agoniștii activează un receptor prin legarea la receptor, sporind efectul hormonului natural. Antagoniștii inhibă activarea unui receptor prin împiedicarea legării hormonului natural la receptorul său. În acest fel, xenohormonii acționează ca perturbatori endocrini prin creșterea sau scăderea activării receptorilor hormonali din organism.
Xenohormonii pot acționa adesea asupra mai multor tipuri de receptori hormonali și pot avea mai multe efecte diferite. De exemplu, BPA acționează ca un agonist al receptorilor estrogenici și ca un antagonist al receptorilor androgenici. Metoxiclorul este un pesticid organoclorat care poate acționa atât asupra receptorilor estrogenici, cât și asupra receptorilor androgenici.
În afară de efectele pe care le au prin acțiunea directă asupra receptorilor endocrini, xenohormonii pot acționa, de asemenea, pentru a reduce disponibilitatea hormonilor naturali. Ftalații inhibă sinteza testosteronului și scad producția de androgeni naturali în organism. Dioxinele și unele pesticide organoclorurate (OCP) pot provoca creșterea metabolismului estrogenului, scăzând cantitatea de estrogen din organism. Xenohormonii pot modifica, de asemenea, expresia receptorilor hormonali pentru a crește sau a reduce cantitatea de receptori disponibili în țesuturi.
Atunci când expunerea la xenohormoni are loc în timpul primelor etape de dezvoltare ale vieții, efectele tind să fie permanente. Consecințele expunerii excesive la xenohormoni la vârsta adultă sunt diferite și, de obicei, de natură mai temporară. Aceasta înseamnă că riscurile pentru sănătate pot fi minimizate dacă individul este scos din starea de expunere excesivă. Problemele legate de xenohormoni la adulți iau frecvent forma unui risc crescut de cancer în zonele reproductive/secundare sexuale (sân, uter, ovar, prostată și testicular).

### Xenoestrogeni
Xenoestrogenii sunt xenohormoni care imită efectele estrogenului natural. Atunci când sunt prezenți în organism, xenoestrogenii se pot lega de receptorii de estrogen din creier, ducând la o perturbare a sistemului endocrin gonadal.
Expunerea la xenoestrogeni în timpul diferitelor perioade de dezvoltare poate avea efecte diferite asupra sistemului reproducător. Expunerea prenatală și perinatală duce la defecte de reproducere mai mari decât expunerea în viața adultă.
Efectele negative ale excesului de xenoestrogeni implică o listă lungă de anomalii de dezvoltare, în special atunci când expunerea are loc în timpul unei perioade critice de perioadă postnatală. Atunci când se înregistrează niveluri ridicate de xenoestrogeni la scurt timp după naștere, dezvoltarea tractului urogenital și a sistemului nervos este împiedicată, deoarece se știe că acestea sunt deosebit de sensibile la perturbările hormonale.
Printre xenoestrogenii cunoscuți se numără bisfenol A (BPA), pesticidul organoclorurat metoxiclor și insecticidul Endosulfan⁠(d).

### Xenoandrogeni
Xenoandrogenii sunt xenohormoni care imită efectele hormonilor androgeni naturali. Hormonii androgeni sunt adesea asociați cu bărbații și includ hormonul major testosteronul. Androgenii acționează asupra sistemului metabolic jucând roluri în creșterea musculară, formarea oaselor și funcția endocrină.
Nu există mulți compuși găsiți în natură care sunt capabili să interacționeze cu receptorii androgeni umani, astfel încât oamenii sunt cel mai probabil să intre în contact cu xenoandrogeni artificiali prin administrarea de steroizi anabolizanți sau prin intermediul poluanților care conțin xenoandrogeni. Pesticidele organoclorurate, bifenili policlorurați (PCB) și dibenzo-p-dioxine policlorurate/dibenzofurani (PCDD/PCDF) sunt câteva pesticide despre care se știe că conțin xenoandrogeni.

## Efectul asupra oamenilor
Cercetările indică faptul că expunerea la anumiți xenohormoni poate duce la riscuri grave pentru sănătate, inclusiv infertilitate, pubertate precoce, probleme tiroidiene, endometrioză și anumite tipuri de cancer. Efectul pe care xenohormonii îl au asupra sănătății oamenilor este complex, cu o gamă largă și poate afecta mai multe sisteme și procese din corpul uman. De asemenea, s-a afirmat că anumiți xenoestrogeni, în special fitoestrogenii și micoestrogenii pot avea efecte benefice asupra sănătății, deși nu este încă clar în ce măsură beneficiile sunt prezente sau dacă acestea depășesc posibilele riscuri pentru sănătate ale acestor compuși. Xenohormonii și alți compuși perturbatori endocrini (EDC) pot bloca și perturba funcția naturală a hormonilor și funcționalitatea sistemului endocrin din corpul uman, astfel încât, după expunere, sunt posibile condiții legate de dezechilibrul hormonal sau de funcționarea necorespunzătoare a sistemului endocrin. Riscul specific pe care un xenohormon îl are asupra unei persoane se bazează pe nivelul de expunere și pe compoziția biologică a acesteia. Au existat cercetări cuprinzătoare dificile privind rezultatele specifice ale relației dintre expunerea la xenohormoni și efectul acesteia asupra sănătății oamenilor. Au existat, de asemenea, cercetări privind modalitățile de atenuare a riscului și a amenințărilor la adresa sănătății publice, cum ar fi dezvoltarea unui biomarker pentru identificarea și măsurarea nivelului de xenohormoni din sânge pentru a aproxima nivelul de expunere.

### Bărbați
Xenohormonii pot avea un impact negativ asupra sănătății reproductive a bărbaților prin perturbarea nivelului lor hormonal și a producției de spermă, ceea ce duce la reducerea fertilității. Există, de asemenea, o rată crescută a cancerului de prostată sau a tulburărilor legate de prostată la bărbați din cauza expunerii la xenohormoni. Există, de asemenea, studii efectuate cu privire la modul în care, în timpul anumitor etape de dezvoltare, expunerea la xenohormoni poate afecta maturizarea sexuală și dezvoltarea caracteristicilor sexuale secundare la bărbați.

### Femei
Xenohormonii pot avea un impact negativ asupra sănătății reproductive a femeilor prin perturbarea nivelului lor hormonal și a fluxului natural al ciclurilor menstruale. Această perturbare poate duce la avorturi spontane, probleme de fertilitate și ovulație neregulată. Dezechilibrele hormonale la femei cauzate de xenohormoni au cauzat probleme de sănătate precum cancerul tiroidian și sindromul ovarelor polichistice. În funcție de durata expunerii la xenohormoni, există, de asemenea, un risc crescut de cancer mamar sau de tulburări legate de sân. La femeile în vârstă aflate la menopauză, expunerea la xenohormoni poate provoca o creștere dramatică a simptomelor menopauzei, de la bufeuri la schimbări severe de dispoziție.

### Risc de cancer
Cercetătorii suspectează că xenohormonii favorizează apariția cancerului prin provocarea creșterii aborale a celulelor și prin rolul pe care îl joacă în modificarea nivelurilor hormonale. Anumiți xenohormoni au fost detectați în țesutul mamar al oamenilor cu cancer mamar, ceea ce face aluzie la o corelație între expunerea la xenoestrogeni și cancerul mamar. Acest lucru se poate întâmpla atât la bărbați, cât și la femei, deși femeile pot fi mai susceptibile de a dezvolta cancer mamar din cauza xenohormonilor din cauza popularității în rândul femeilor a produselor cosmetice care conțin perturbatori endocrini. De asemenea, este important de reținut că este posibil ca femeile să dezvolte pur și simplu cancer de sân în general mai des decât bărbații, deoarece nu există dovezi concludente că cancerele de sân legate de xenoestrogeni sunt mai frecvente la femei decât la bărbați, după ajustarea pentru ratele diferite de cancer de sân. Xenohormonii sunt, de asemenea, legați de riscuri crescute de susceptibilitate la cancer testicular, de prostată, ovarian și uterin.

### Efecte prenatale
Mai multe femei tratate cu xenoestrogeni în timpul sarcinii au prezentat semne ale unui efect asupra sistemului nervos central al urmașilor lor, care a dus la apariția unor tulburări psihiatrice/somatice. Un număr semnificativ de descendenți tratați cu xenohormoni în perioada prenatală au prezentat o alterare a genelor care va duce la psihoză și alte tulburări psihiatrice în timpul dezvoltării lor neurologice. Partea principală a creierului afectată de expunerea prenatală la xenohormoni a urmașilor și a mamei a fost hipocampul și amigdala. Pe lângă tulburările de dispoziție și comportament constatate la descendenții mamelor tratate cu xenohormoni, s-au constatat și tulburări din spectrul autist și dificultăți de învățare. Efectele s-au dovedit a fi transgeneraționale, astfel încât, în cazul în care descendenții au ajuns să aibă copii la vârsta adultă, alternanța genelor provocată de xenohormoni la descendenți se transmite la descendenții viitori pentru mai multe generații.

## Riscuri pentru mediu
Utilizarea xenohormonilor atât în agricultură, cât și în industrie ridică probleme legate de efectul acestora asupra mediului și sănătății publice. S-a observat că xenohormonii contaminează alimentele și apa prin utilizarea pesticidelor, a tratamentelor hormonale la animale și a ambalajelor din plastic, cum ar fi sticlele de apă.

### Viața sălbatică
Pe lângă amenințările la adresa sănătății oamenilor, EDC-urile din mediu prezintă riscuri pentru sănătatea faunei sălbatice. O sursă comună de EDC-uri în mediu sunt pesticidele agricole, care sunt adesea eficiente datorită efectelor lor asupra sistemelor endocrine ale speciilor dăunătoare. Un exemplu bine cunoscut de xenohormon cu efecte dăunătoare asupra vieții sălbatice este xenoestrogenul DDT din pesticide, care provoacă defecte de reproducere la păsări și poate persista în mediu, ducând la bioacumulare în lanțul alimentar. Cu toate acestea, poate fi dificil să se măsoare cu exactitate efectele EDC asupra mediului, deoarece gradul de influență pe care un compus îl poate avea asupra unui organism poate varia în funcție de taxoni. Pesticidele care afectează sistemul endocrin al unei specii țintă pot avea efecte neintenționate asupra altor specii. De exemplu, PCB-urile pot întrerupe dezvoltarea fetală a animalelor, pot provoca modificări ale răspunsului unui animal la stres și pot cauza boli ale tiroidei și ale funcției imunitare. Plasticele reprezintă în mod specific o amenințare lăudabilă pentru mediu datorită faptului că multe dintre ele nu se descompun. Xenohormonii din deșeurile de plastic au potențialul de a contamina sursele naturale de apă și de a expune atât oamenii, cât și animalele sălbatice la o varietate de EDC-uri diferite.

### Reglementări
Reglementările privind utilizarea substanțelor care conțin xenohormoni variază în funcție de țară. În Statele Unite, Comitetul Consultativ pentru Depistarea și Testarea Perturbatorilor Endocrini a fost format în 1996 și a elaborat Programul de Depistare a Perturbatorilor Endocrini (EDSP). EDSP este utilizat de EPA și de alte organisme de reglementare pentru a examina substanțele chimice, cum ar fi pesticidele și potențialii poluanți de mediu, în ceea ce privește efectele lor asupra sistemelor endocrine ale oamenilor și ale faunei sălbatice. Deoarece xenohormonii, cum ar fi BPA, au demonstrat probleme de sănătate pentru oameni și animale, atât Agenția pentru Protecția Mediului (EPA), cât și FDA au efectuat cercetări și au emis declarații și reglementări pentru a reduce impactul acestora asupra sănătății publice și asupra mediului. În martie 2010, EPA a publicat Planul de acțiune privind bisfenolul A (BPA), care detaliază măsurile de reducere a impactului BPA asupra speciilor acvatice. În cadrul acestui plan de acțiune, EPA are în vedere includerea BPA ca substanță care poate prezenta un risc semnificativ pentru mediu pe lista de preocupări a Toxic Substances Control Act. UE a interzis pesticidele care conțin EDC prin adoptarea Regulamentului privind produsele fitosanitare din 2009, precum și a Regulamentului privind produsele biocide din 2012.